# Varpa
Varpa (em letão:  Vārpa – 'espiga') é um distrito do município brasileiro de Tupã, no interior do estado de São Paulo.

## História

### Origem
O distrito de Varpa é conhecido por concentrar uma comunidade de imigrantes letões (ou letos), pois foi colonizado por imigrantes provenientes da Letônia, país europeu situado na costa do Mar Báltico.

### Colonização
A maior parte dos imigrantes letos vieram após a Primeira Guerra Mundial, quando deixaram a Letônia rumo ao Brasil em função do cerceamento à liberdade de culto imposto pelo regime bolchevista. Eles eram unidos, e os que aqui chegaram eram predominantemente religiosos batistas.
Consta que os imigrantes desembarcavam da Europa no Porto de Santos e, depois de 22 horas viajando pela Estrada de Ferro Sorocabana, desciam na estação ferroviária de Sapezal (distrito do atual município de Paraguaçu Paulista), e caminhavam 31 quilômetros pela mata até chegarem à colônia.

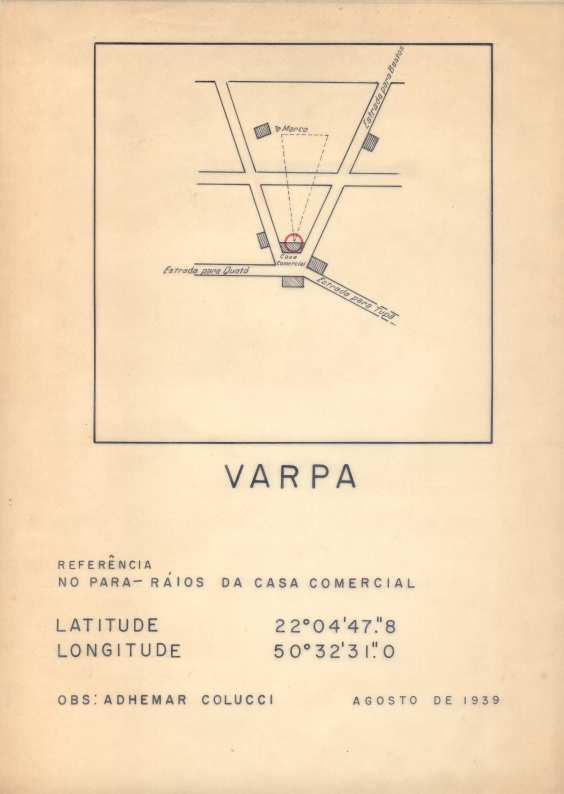
Croqui da área urbana original.

Primeiro vieram dois para comprar as terras, estabeleceram-se na margem direita do Rio do Peixe em novembro de 1922, e decidiram que ali seria formada a comunidade, fundando a colônia de Varpa e a Corporação Evangélica Palma (atual Fazenda Palma) no município de Campos Novos.  
Depois vieram os outros. Eram mais de 2.400 imigrantes letos criando uma comunidade em sistema de cooperativa. Eles desbravaram a mata, construíram as casas com arquitetura europeia e eram autossuficientes. Inclusive com energia elétrica proveniente de um sistema ligado à queda d’água existente no local.
Construíram uma Igreja Batista que cabia mais de 1.000 pessoas sentadas, chegando a ser a maior da América do Sul à época. O idioma falado era o letão, pois a educação era proveniente de professoras da própria comunidade. O português era ensinado precariamente na medida do possível.
Três anos após a colonização, em 1925, a Câmara Municipal de Campos Novos solicitava a Assembleia Legislativa do Estado de São Paulo a elevação de Varpa a categoria de distrito. Assim, na segunda metade da década de 1920 e durante a década de 1930, Varpa teve seu apogeu. 

### Declínio
Os imigrantes residentes em Varpa falaram exclusivamente o letão até que o regime do Estado Novo instalou uma escola primária oficial em 1934 e obrigou o uso da língua portuguesa. Depois do seu auge autossuficiente, a criação da cidade de Tupã, a chegada do Tronco Oeste da Companhia Paulista de Estradas de Ferro em 1941 na sede do município, e a falta de opções profissionais e educacionais levaram os descendentes a irem deixando o local nos anos seguintes.

### Toponímia
O nome letão vārpa significa espiga. A ideia seria que outras unidades se ligassem à unidade (colônia) principal, como a formação de uma espiga.

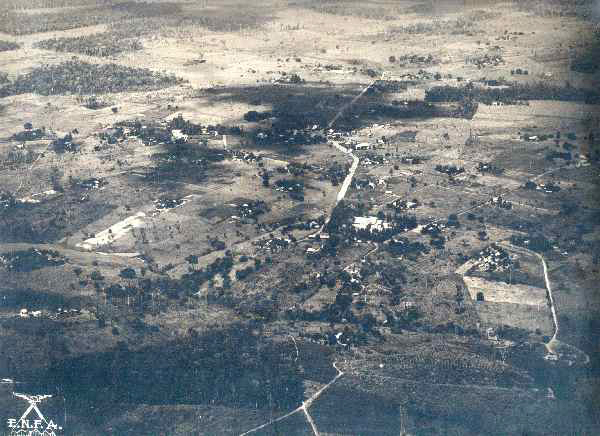
Vista aérea (década de 40).

### Formação administrativa
- Distrito policial de Varpa, criado em 27/11/1925 no município de Campos Novos[7].
- Distrito criado pela Lei nº 2.237 de 23/12/1927, com a povoação do mesmo nome, no município de Campos Novos[8][9].
- Pelo Decreto nº 6.204 de 11/12/1933 foi transferido para o município de Marília[10].
- Pela Lei nº 2.620 de 14/01/1936 perdeu terras para a formação do distrito de Bastos[11].
- Pelo Decreto n° 9.775 de 30/11/1938 foi transferido para o município de Pompéia[12].
- Pelo Decreto-Lei n° 14.334 de 30/11/1944 foi transferido para o município de Tupã[13].

## Geografia

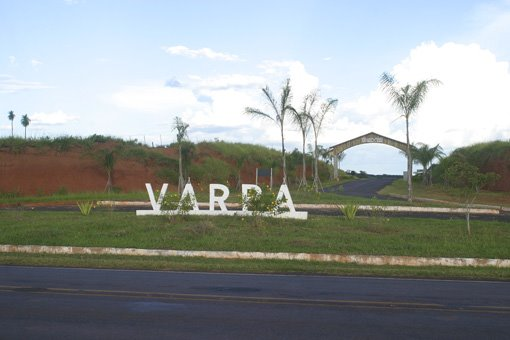
Entrada do distrito na estrada vicinal Quatá-Tupã.

### Demografia

#### População urbana
| Crescimento população urbana | Crescimento população urbana | Crescimento população urbana | Crescimento população urbana |
| Censo                        | Pop.                         |                              | %±                           |
| ---------------------------- | ---------------------------- | ---------------------------- | ---------------------------- |
| 1934                         | 1 228                        |                              |                              |
| 1940                         | 213                          |                              | −82,7%                       |
| 1950                         | 200                          |                              | −6,1%                        |
| 1960                         | 420                          |                              | 110,0%                       |
| 1970                         | 273                          |                              | −35,0%                       |
| 1980                         | 390                          |                              | 42,9%                        |
| 1991                         | 455                          |                              | 16,7%                        |
| 2000                         | 482                          |                              | 5,9%                         |
| 2010                         | 422                          |                              | −12,4%                       |
| Fonte: IBGE e Fundação SEADE |                              |                              |                              |

#### População total
Pelo Censo 2010 (IBGE) a população total do distrito era de 631 habitantes.

### Área territorial
A área territorial do distrito é de 53,579 km².

### Rodovias
O acesso principal de Varpa é a estrada vicinal Quatá - Tupã,  além da estrada vicinal Varpa - Herculândia. As duas vicinais são acessadas pela Rodovia Comandante João Ribeiro de Barros (SP-294).

## Serviços públicos

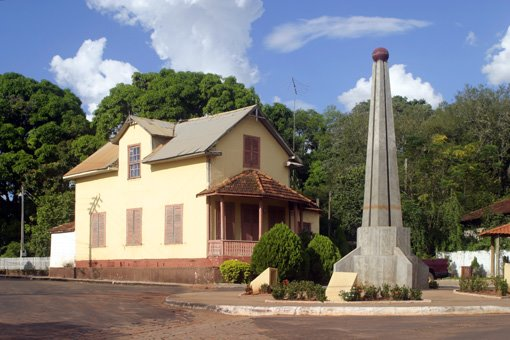
Praça central de Varpa.

### Registro civil
Atualmente é feito no próprio distrito, pois o Cartório de Registro Civil das Pessoas Naturais ainda continua ativo.

### Saneamento
O serviço de abastecimento de água é feito pela Companhia de Saneamento Básico do Estado de São Paulo (SABESP).
- Sistema de abastecimento: Varpa
- Processo de tratamento: Desinfecção e Fluoretação
- Manancial: Poço P-1 e P-2
- Local(is) abastecido(s): Varpa

### Energia
A responsável pelo abastecimento de energia elétrica é a Energisa Sul-Sudeste, antiga Vale Paranapanema (distribuidora do grupo Rede Energia).

### Telecomunicações
O distrito era atendido pela Telecomunicações de São Paulo (TELESP), que inaugurou a central telefônica utilizada até os dias atuais. Em 1998 esta empresa foi vendida para a Telefônica, que em 2012 adotou a marca Vivo para suas operações.

## Atrações turísticas
A cidade de Tupã obteve do governo do estado de São Paulo o título de Estância Turística graças às belezas naturais do distrito, sendo roteiro obrigatório de quem visita a cidade.

### Museu dos Pioneiros

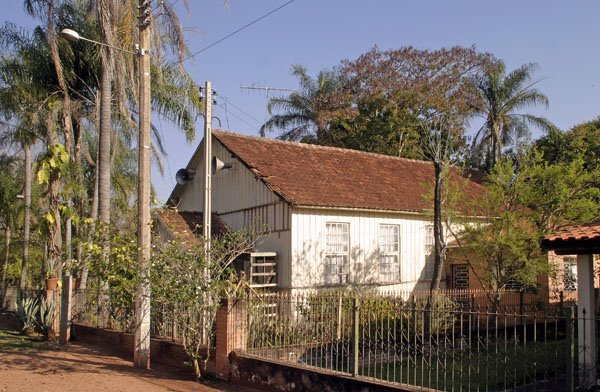
Museu “Janis Erdbergs”.

Muitos habitantes ainda preservam a cultura da Letônia. Além do comércio de produtos gastronômicos caseiros e da arquitetura típica, Varpa apresenta ainda o Museu Janis Edbergs, com rica coleção catalogada e mantida por um colono desde os primórdios da sua colonização. O museu atualmente é mantido pelo município.

### Fazenda Palma
O distrito também é conhecido por sua riqueza em recursos ecoturísticos. Além do ecoturismo da Fazenda Palma, a Expedição Varpa desenvolve o turismo local com canoagem, camping e visitas em cachoeiras, sendo essas as principais atrações turísticas do município de Tupã.

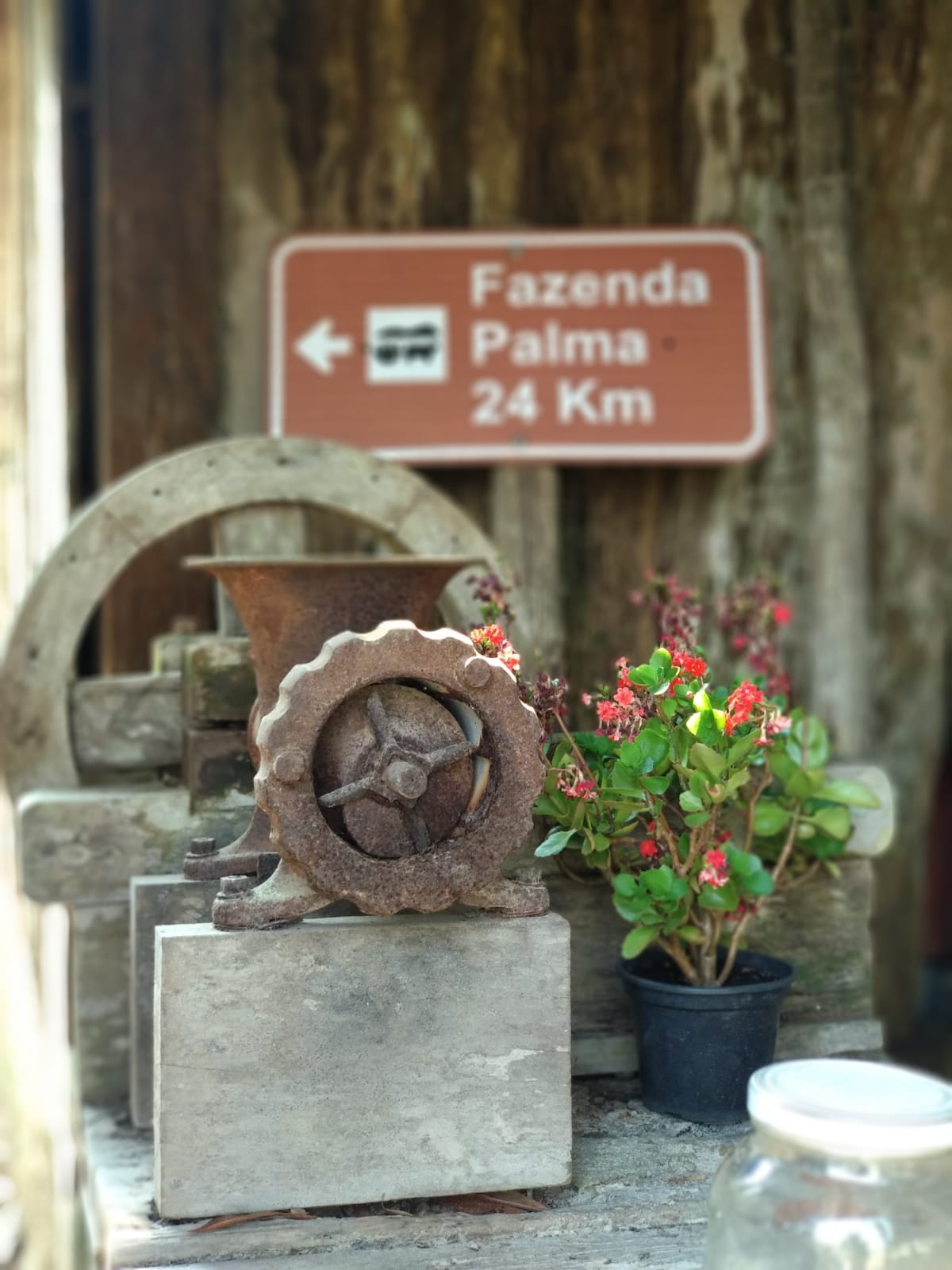
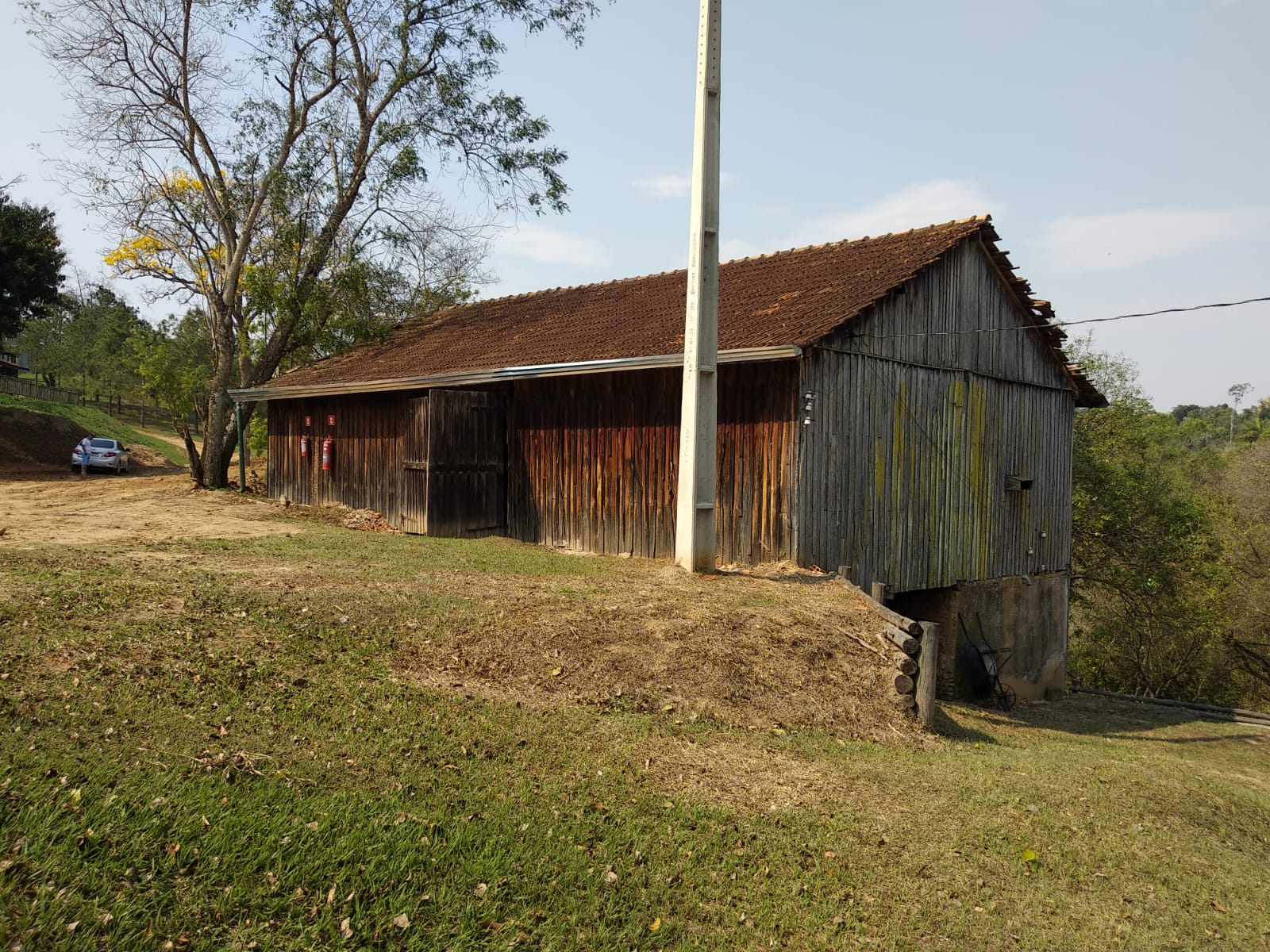
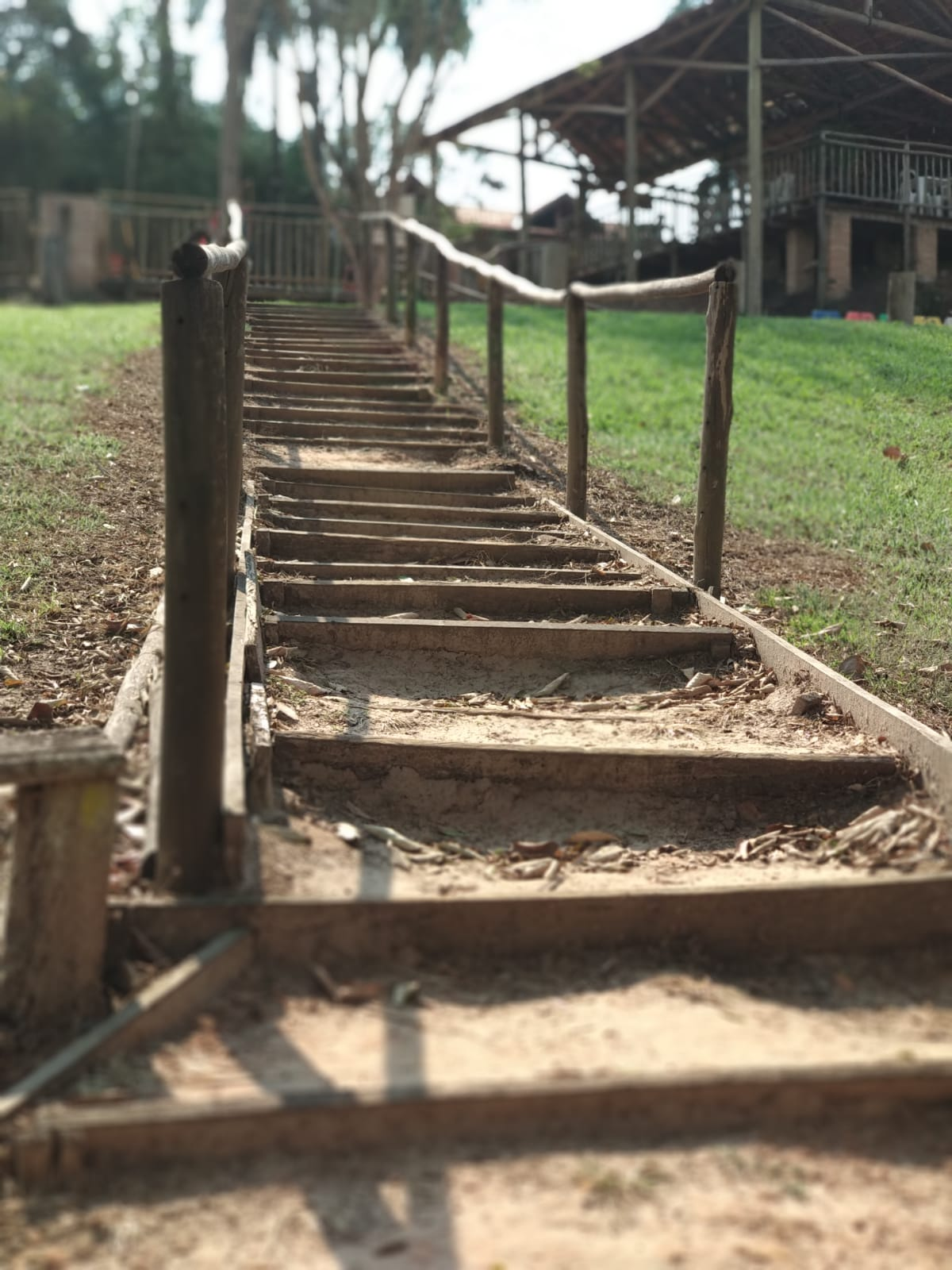
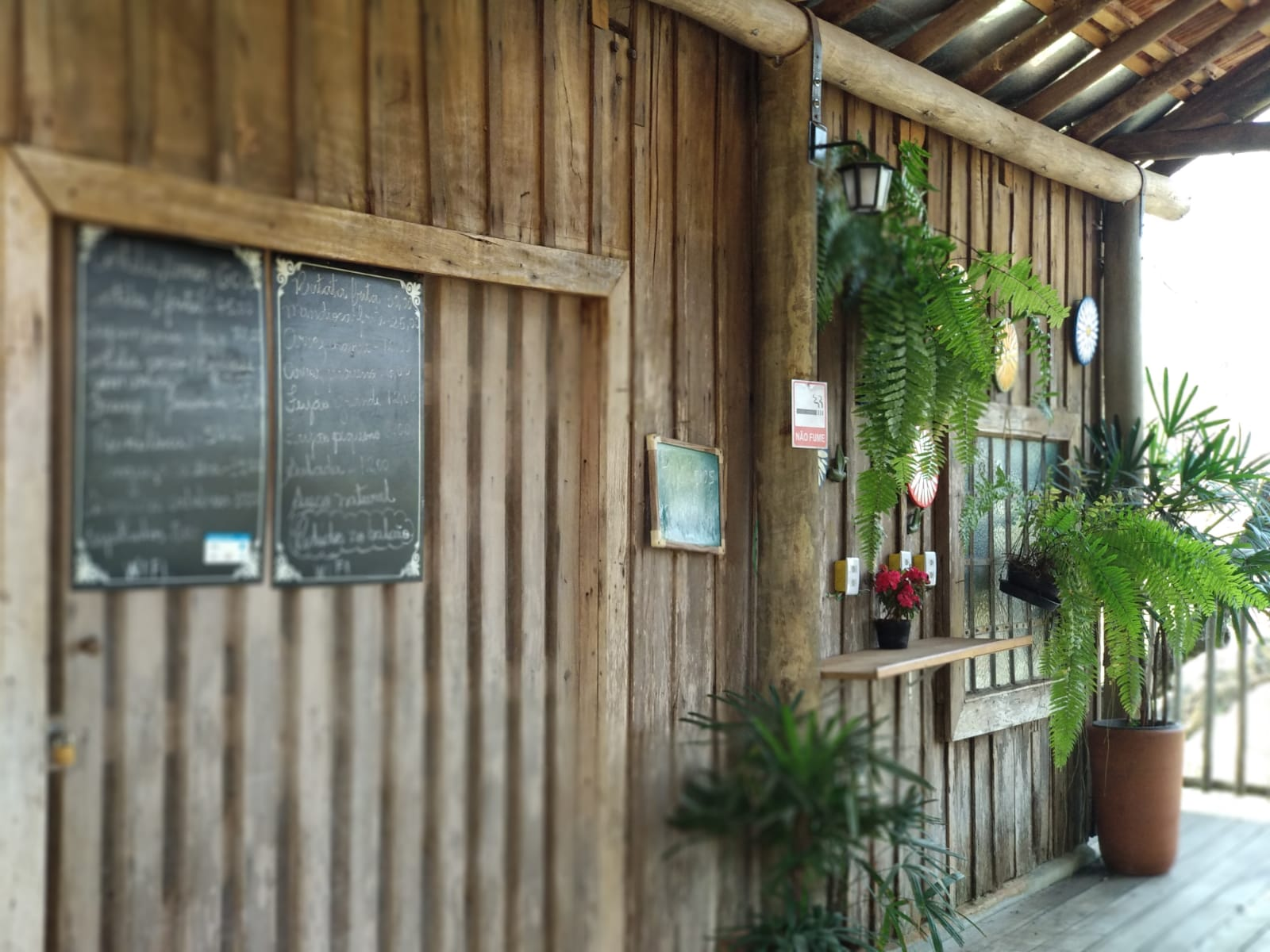
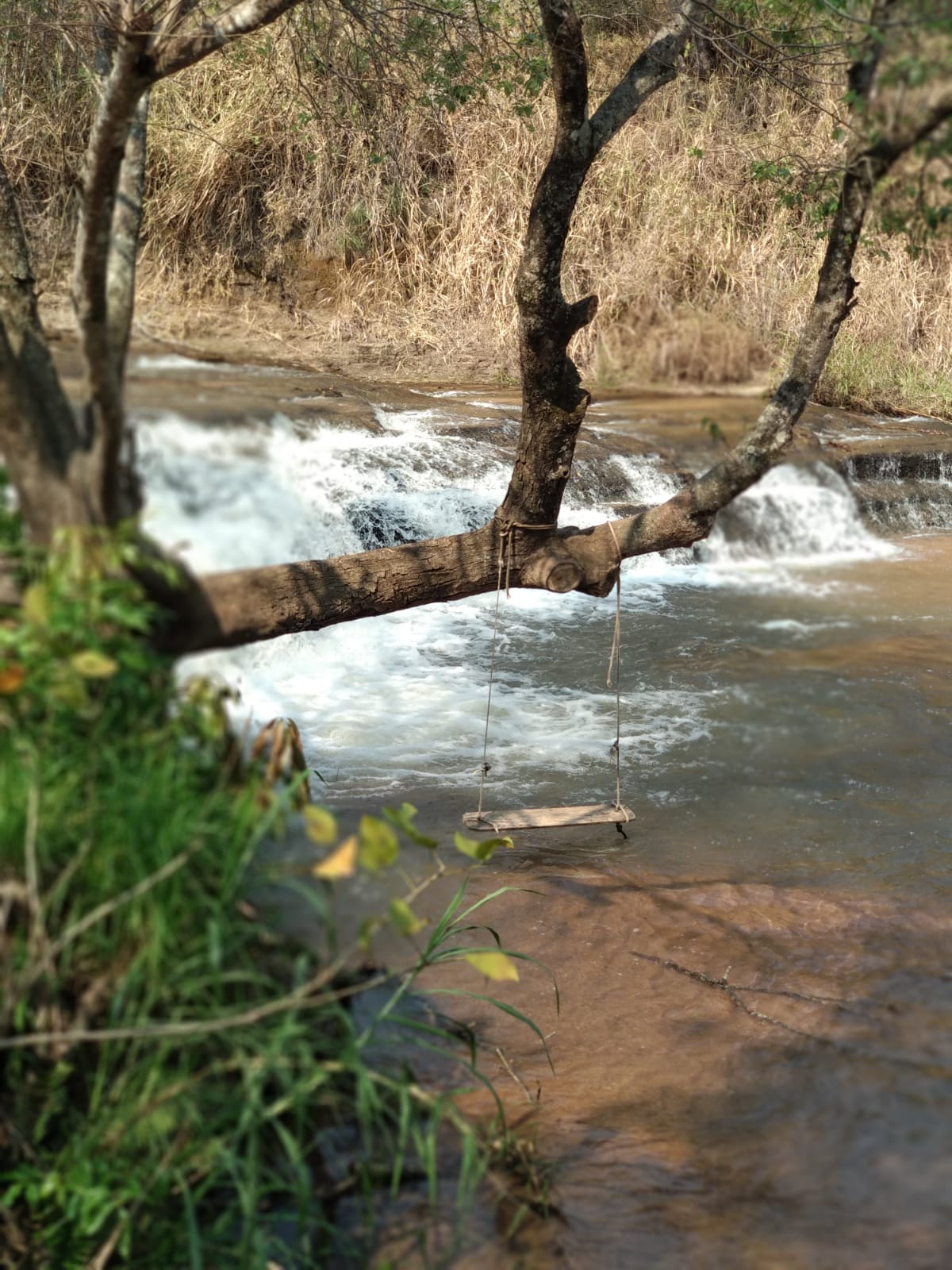
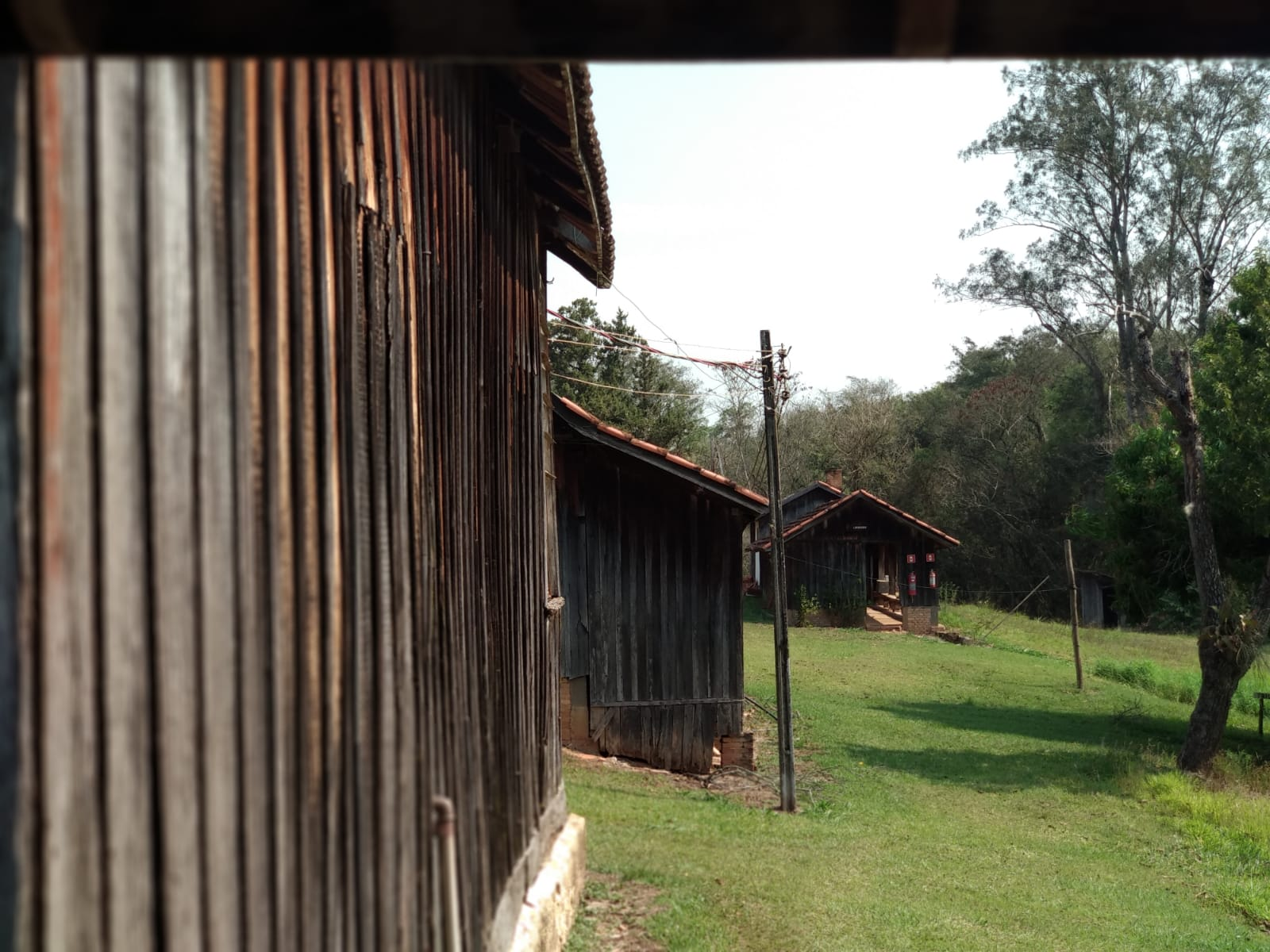

## Religião

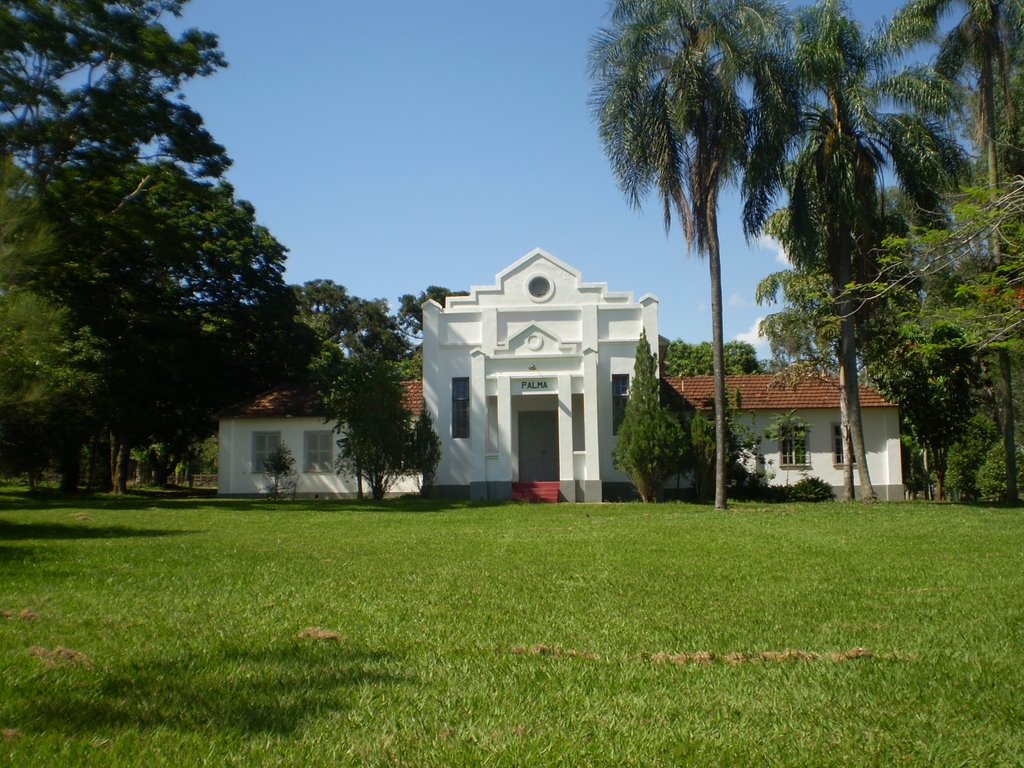
Igreja da Fazenda Palma.

O Cristianismo se faz presente no distrito da seguinte forma:

### Igreja Católica
- A igreja faz parte da Diocese de Marília[27].

### Igrejas Evangélicas
- Igreja Batista[28].
- Assembleia de Deus - O distrito possui uma congregação da Assembleia de Deus Ministério do Belém, vinculada ao Campo de Tupã[29].
- Congregação Cristã no Brasil[30].